# Störstellenerschöpfung
Die Störstellenerschöpfung ist ein Begriff aus der Festkörperphysik bzw. Halbleiterelektronik. Er kennzeichnet bei der Störstellenleitung (einem Leitungsmechanismus von elektrischem Strom in Halbleitern) den Temperaturbereich, bei dem alle Störstellen ionisiert sind, das heißt, entweder ihr Elektron in das Leitungsband abgegeben (Im Fall von Donatorstörstellen) oder ein Elektron aus dem Valenzband aufgenommen (Akzeptorstörstelle) haben.
Der Bereich schließt sich an die sogenannte Störstellenreserve an, bei dem durch Störstellen verursachte Energieniveaus in der Energielücke von Halbleitern noch teilweise besetzt sind.

## Beschreibung

Leitungsmechanismen im dotierten und undotiertem Halbleiter in Abhängigkeit von der Temperatur

Leitungsmechanismen im Arrheniusgraphen mit log(n) zu T^{−1}

Das Einbringen von Fremdatomen in einen Halbleiterkristall (Dotierung) verursacht die Ausbildung von sogenannten Störstellenniveaus im Bereich der Energielücke, das heißt, in dem Energiebereich zwischen dem Valenz- und Leitungsband, der im undotierten Halbleiter aus quantenmechanischen Gründen nicht durch Elektronen besetzt werden konnte. Für Donatorstörstellen (Störstellen, die Elektronen abgeben, z. B. durch Dotierung von Silizium mit Phosphor) bedeutet dies, dass Elektronen leichter in das Leitungsband angeregt werden können als bei hochreinen Halbleitern. Die Ursache liegt im deutlich geringeren Energieabstand zum Leitungsband, so dass weniger Energie (beispielsweise durch Wärmezufuhr) für diesen Vorgang benötigt wird.
Bei üblichen Dotierungskonzentrationen der meisten Halbleiter beginnt der Bereich der Störstellenerschöpfung unterhalb der Betriebstemperatur (meist Raumtemperatur). Die Störstellenleitung ist in diesem Fall Hauptmechanismus für das Bereitstellen freier Ladungsträger, und die Ladungsträgerkonzentration hängt im Wesentlichen nur von der ursprünglichen Dotierungkonzentration des Halbleiters ab.
Wie bereits erwähnt, sind bei der Störstellenerschöpfung (im Gegensatz zur Störstellenreserve) alle Störstellenniveaus ionisiert, das heißt, die Elektronen besetzen höhere Energieniveaus im Leitungsband (n-Dotierung) bzw. dem Akzeptorniveaus selbst (p-Dotierung). Die Ladungsträgerkonzentration nimmt nun mit zunehmender Energie nicht mehr zu, denn die zugeführte Energie reicht noch nicht aus, um Elektronen direkt vom Valenz- in das Leitungsband anzuregen. Die Ladungsträgerkonzentrationen werden nun nur noch durch die ursprüngliche Dotierungskonzentration bestimmt. Für die Elektronendichte {\displaystyle n} im Leitungsband gilt:
{\displaystyle n\approx {N_{\mathrm {D} }}^{+}\approx N_{\mathrm {D} }}.
wobei {\displaystyle {N_{\mathrm {D} }}^{+}} die Anzahldichte der ionisierten Donatoren und {\displaystyle N_{\mathrm {D} }} die Anzahldichte der Donatorstörstellen ist.
Analog lässt sich die Aussage für die Löcherdichte {\displaystyle p} im Valenzband aufstellen:
{\displaystyle p\approx {N_{\mathrm {A} }}^{-}\approx N_{\mathrm {A} }}.
wobei {\displaystyle {N_{\mathrm {A} }}^{-}} die Anzahldichte der ionisierten Akzeptoren und {\displaystyle N_{\mathrm {A} }} die Anzahldichte der Akzeptorstörstellen ist.